# Harendarzówka
Harendarzówka – część wsi Binarowa w Polsce, położona w województwie małopolskim, w powiecie gorlickim, w gminie Biecz. Wchodzi w skład sołectwa Binarowa.
W latach 1975–1998 Harendarzówka położona była w województwie krośnieńskim.